# Костенко, Николай Филиппович
Николай Филиппович Костенко (15.10.1909—7.03.1989) — командир расчёта 2-й миномётной роты 931-го стрелкового Краснознаменного ордена Суворова полка (240-я стрелковая Киевско-Днепровская Краснознамённая орденов Суворова и Богдана Хмельницкого дивизия, 50-й стрелковый корпус, 40-я армия. 2-й Украинский фронт), старшина, участник Великой Отечественной войны, кавалер ордена Славы трёх степеней.

## Биография
Родился 15 октября 1909 года в селе Чиколаповка, ныне Сподахи Немировского района Винницкой области (Украина) в крестьянской семье. Украинец. Окончил 3 класса начальной школы. Работал в домашнем хозяйстве, затем – в колхозе.
С 1931 по 1934 год проходил действительную воинскую службу в Красной Армии. После увольнения вернулся в родные края. Работал в органах внутренних дел города Изяслав (ныне Хмельницкая область, Украина).
Повторно призван в июле 1941 года. В действующей армии – с 1 февраля 1942 года. Воевал на Брянском, Воронежском (с 20 октября 1943 года – 1-й Украинский) и 2-м Украинском фронтах в должностях наводчика миномёта и командира миномётного расчёта. Принимал участие в Воронежско-Касторненской наступательной операции, Курской битве, освобождении Левобережной Украины, битве за Днепр, Киевской, Житомирско-Бердичевской, Корсунь-Шевченковской, Уманско-Ботошанской, Ясско-Кишинёвской, Дебреценской, Будапештской, Братиславско-Брновской и Пражской наступательных операциях.
Приказом командира полка награждён медалью «За отвагу» : 

Наводчик миномёта 2-й минроты старший сержант Костенко Николай Филиппович в зимнем наступлении 1943-1944 годов действовал отважно. При прорыве обороны противника 25 января 1944 года точным огнем уничтожил 2 пулеметные точки. Своими действиями способствовал освобождению Правобережной Украины— 
В ходе Уманско-Ботошанской наступательной операции 20 марта 1944 года командир расчёта Костенко под огнём противника форсировал реку Соб в районе села Дашев (ныне Ильинецкий район Винницкой области, Украина) и вступил в бой за расширение плацдарма. Миномётчики приняли участие в отражении трёх контратак противника, уничтожив при этом 2 расчёта станковых пулемётов врага и обеспечив переправу остальных подразделений.
Приказом командира 240-й стрелковой дивизии от 23 апреля 1944 года старшина Костенко Николай Филиппович награждён орденом Славы 3-й степени.
21 сентября 1944 года в бою на подступах к населённому пункту Кирлибаба (Северная Буковина Румыния) его расчёт  миномётным огнём подавил орудие и 3 пулемёта, чем способствовал овладению этим населённым пунктом. 
Приказом командующего 40-й армией от 11 декабря 1944 года старшина Костенко Николай Филиппович награждён орденом Славы 2-й степени.
В Будапештской наступательной операции при овладении городом Сиксо (ныне медье Боршод-Абауй-Земплен, Венгрия) 30 ноября 1944 года расчёт Костенко уничтожил 2 миномёта и 3 огневых точки противника с их расчётами, обеспечив успешное продвижение стрелковых подразделений. Приказом командира дивизии генерал-майором Уманским Т. Ф. 27 декабря 1944 года награждён орденом Красной Звезды.
1 февраля 1945 года на подступах к городу Гринёва (ныне район Детва, Банскобистрицкий край, Словакия) расчёт Костенко уничтожил 2 пулемёта с расчётами и до 10 пехотинцев противника. В ходе дальнейшего продвижения 20 февраля 1945 года миномётчики в районе населённых пунктов Дубрава и Зелобудза уничтожили 3 огневых точки противника, обеспечив успешное овладение населёнными пунктами на своём участке. Был ранен.
Указом Президиума Верховного Совета СССР от 15 мая 1946 года за образцовое выполнение боевых заданий командования в боях с немецко-фашистскими захватчиками на завершающем этапе Великой Отечественной войны старшина Костенко Николай Филиппович награждён орденом Славы 1-й степени.
В 1945 году демобилизован. Вернулся в родное село Чиколаповка. Работал заведующим фермой в колхозе.
Умер 7 марта 1989 года. Похоронен в селе Сподахи Немировский район Винницкая область Украина.

## Награды
- Орден Отечественной войны I степени (11.03.1985)[6]
- Орден Красной Звезды (27.12.1944)[7]>
- Полный кавалер ордена Славы:
  - орден Славы I степени (15.05.1946)[8];
  - орден Славы II степени (11.12.1944)[9];
  - орден Славы III степени (23.04.1944)[10];
- медали, в том числе:
  - «За отвагу» (04.02.1944)[11]
  - «В ознаменование 100-летия со дня рождения Владимира Ильича Ленина» (6 апреля 1970)
  - «За победу над Германией в Великой Отечественной войне 1941—1945 гг.» (9 мая 1945[12]
  - «За освобождение Праги» (9.6.1945)
  - «За взятие Будапешта» (9.6.1945)
  - «20 лет Победы в Великой Отечественной войне 1941—1945 гг.» (7 мая 1965[13])
  - «30 лет Победы в Великой Отечественной войне 1941—1945 гг.»[14]
  - 40 лет Победы в Великой Отечественной войне 1941—1945 гг.[15]
  - «50 лет Вооружённых Сил СССР» (26 декабря 1967[16])
- Знак «25 лет победы в Великой Отечественной войне» (1970)

## Память
- На могиле установлен надгробный памятник
- Его имя увековечено в Главном Храме Вооружённых сил России, и навсегда запечатлено на мемориале «Дорога памяти»